# Palestinska områden

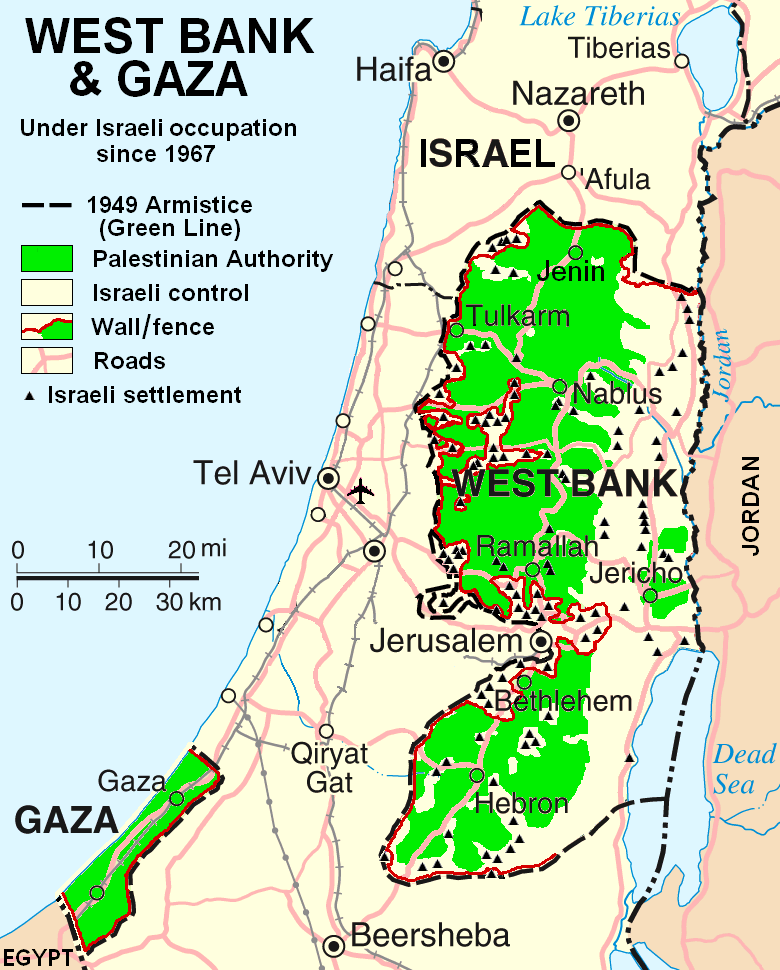
Karta som föreställer Västbanken och Gaza i relation till centrala Israel (år 2007).

De Palestinska områdena består av Västbanken och hela Gazaremsan. Inom dessa områden bor över 96 procent av den palestinska befolkningen. 
Västbankens ockuperade territorier består av  av Västbanken.

## Historia
Under Sexdagarskriget år 1967 erövrade Israel hela Västbanken och Gazaremsan från Jordanien respektive Egypten. Enligt Osloavtalet under 90-talet överlämnade Israel civil och delvis också militär kontroll över Västbankens urbana delar (ca 40%) till den Palestinska myndigheten. År 1980 annekterade Israel det till Västbanken geografiskt hörande Östra Jerusalem, och utropade hela Jerusalem som sin huvudstad enligt Jerusalemlagen. Som en protest mot annekteringen av Jerusalem har omvärlden flyttat samtliga ambassader i Israel till Tel Aviv.[när?] År 2005 lämnade Israel Gazaremsan både militärt och civilt, men behåller kontroll över land- och havsgränser. Gazaremsan kontrolleras nu av Hamas.